# Oecleus lineata
Oecleus lineata är en insektsart som beskrevs av Ball 1902. Oecleus lineata ingår i släktet Oecleus och familjen kilstritar. Inga underarter finns listade i Catalogue of Life.